# Heinrich Lenz
Heinrich Lenz (rusizirano: Emilij Hristijanovič Lenc ili Эмилий Христианович Ленц) ili punim imenom Heinrich Friedrich Emil Lenz (Dorpat, danas Tartu, 12. veljače 1804. – Rim, 10. veljače 1865.), ruski fizičar njemačkoga podrijetla rođen u Estoniji. Bio je profesor fizike i matematike na Sveučilištu u Sankt Peterburgu (1834. – 1865). Otkrio zakonitost (1833.) koja se danas naziva Lenzovo pravilo. Neovisno i gotovo istodobno (1842.) kada i James Prescott Joule, utvrdio je kolika količina topline nastaje prilikom prolaska električne struje kroz električni vodič. Bavio se i fizičkim zemljopisom; prvi je upozorio na sekularne oscilacije (mala odstupanja do kojih dolazi u dugom razdoblju; lat. saeculum: stoljeće) Kaspijskoga jezera. Član Peterburške akademije znanosti od 1834.

## Lenzovo pravilo
Lenzovo pravilo je pravilo prema kojemu je smjer induciranoga električnoga napona i njime pokrenute električne struje u strujnoj petlji kroz koju se mijenja magnetski tok uvijek takav da poništava promjenu magnetskoga toka kojim je napon induciran, tj. magnetski tok inducirane struje uvijek je suprotan izvornomu magnetskom toku.
Lenzovo pravilo se naziva i Faraday-Lenzov zakon elektromagnetske indukcije ili ponekad samo Faradayev zakon indukcije, a to je osnovni zakon elektromagnetizma, dok jednakost vrijedi:
{\displaystyle {\mathcal {E}}=-{{d\Phi _{B}} \over dt}}.
Inducirana elektromotorna sila (ε) u zatvorenoj konturi jednaka je negativnoj promjeni obuhvaćenog magnetskog toka (ΦB) kroz konturu u jedinici vremena (t).